# Gullev Kirke
Gullev Kirke er ligger i landsbyen Gullev, som er beliggende ca. tre kilometer sydøst for Bjerringbros centrum.

## Eksterne kilder og henvisninger
- Gullev Kirke hos KortTilKirken.dk